# Associazione Sportiva Pro Recco 2011-2012

## Rosa 2011-2012
| N° |                   | Ruolo | Giocatore         |
| -- | ----------------- | ----- | ----------------- |
|    | Italia (bandiera) | P     | Stefano Tempesti  |
|    | Italia (bandiera) | P     | Giacomo Pastorino |
|    | Italia (bandiera) | P     | Dario Gennaro     |
|    | Italia (bandiera) | D     | Niccolò Gitto     |
|    | Italia (bandiera) | D     | Niccolò Figari    |
|    | Italia (bandiera) | D     | Massimo Giacoppo  |
|    | Italia (bandiera) | D     | Andrea Fondelli   |
|    | Italia (bandiera) | CV    | Deni Fiorentini   |

| N° |                       | Ruolo | Giocatore         |
| -- | --------------------- | ----- | ----------------- |
|    | Serbia (bandiera)     | A     | Filip Filipović   |
|    | Italia (bandiera)     | A     | Pietro Figlioli   |
|    | Italia (bandiera)     | A     | Maurizio Felugo   |
|    | Italia (bandiera)     | A     | Luigi Di Costanzo |
|    | Italia (bandiera)     | A     | Alex Giorgetti    |
|    | Ungheria (bandiera)   | A     | Tibor Benedek     |
|    | Italia (bandiera)     | CB    | Federico Lapenna  |
|    | Montenegro (bandiera) | CB    | Boris Zloković    |

- Allenatore:  Giuseppe Porzio